# 益子勝宗
益子 勝宗（ましこ かつむね）は、戦国時代から安土桃山時代にかけての武将。下野宇都宮氏の家臣。下野国芳賀郡益子城主。

## 出自
益子氏は紀清両党の一角。下野において芳賀氏を棟梁とする清党と並ぶ紀氏の一党つまり紀党の棟梁。代々、紀清両党は宇都宮氏の武力の大きな柱であった。
この時期の益子氏の系譜は大変混乱しており、下野国誌の系譜と益子系図の系譜の2種が存在する。下野国誌の系譜だと宇都宮氏の柱石として活躍した芳賀高定の名が見えるが、益子系図にはない。しかし、下野国誌の系譜だと勝家父子を討ちとった年には勝宗は既に没している等系譜を特定するには困難を窮めている。

## 生涯
文明2年（1470年）あるいは享禄2年（1529年）、益子正光または益子勝清の子として誕生。
天文14年（1545年）3月、野心を剥き出しにし兄・勝家父子を討ち益子氏を継承した。しかし、翌天文15年（1546年）に宇都宮氏から追討を受けると追及を逃れるため、一時の間、常陸国の国人・結城氏の麾下である水谷正村の下に走り常陸下館に居住した。その後、再び宇都宮家に帰順し事なきを得た。しかし、その後も野心を抱いており永禄2年（1559年）には、下野七井の矢島城を陥落させる。城主・七井綱代は多田羅館に逃亡した。その後、天正4年（1576年）には高館城を修築して居城とし、七井の地に七井城を築いて五男・勝忠を入れて城主とする等勢力を拡大していった。
また、外交の面でも主家である宇都宮家自身が親上杉派であるのに対して、勝宗率いる益子氏は親北条派であったとされ、益子氏は同じく野心家の壬生綱房等がいる壬生氏同様独立性が強かった。永禄年間の頃から主家・宇都宮氏と別に独自に甲斐国の武田信玄と親交を深めている。信玄の上野国侵攻時には呼応して出兵し、活躍している。その軍功から武田信玄より感状を贈られる等外交のみならず軍事面でも親武田の姿勢が見られた。さらに信玄から勝宗に贈られた感状には「此度之武功無比類儀候」と記されており、嫡男の元服に際して「仍家名之信字進之候」即ち信玄の俗名・晴信の一字「信」の字の偏諱を受け、信勝と名乗らせ、さらに嫡男元服に際して祝の品として則光の刀も贈られている等宇都宮家臣ながら武田方に臣従するかのような姿勢をとっているのも益子氏の独自路線を顕著に示している。しかし、これが原因で嫡男・信勝は宇都宮広綱の正室・南呂院に疎まれてしまい、那須氏配下の大関氏に仕え、家督は安宗が継いだ。
天正6年（1578年）、武田勝頼が上野に侵攻すると、宇都宮氏等下野を始めとする北関東諸将はこぞって反武田につき、勝宗も小田氏の家臣・信田彌四郎らと共に勝頼の陣へ夜襲をかけ、内藤昌月と跡部勝資を敗走させる等の活躍をしている。この功により勝宗は主君・宇都宮国綱から感状が贈られている。この結末を見る限り、益子氏の独自外交はあくまで益子氏の独立領主としての立場を生かした宇都宮家の調略の一環であったと考えられ、当時の益子氏はその独立性を保ちながらも宇都宮氏に対しては恭順的なものであったといえる。
天正年間に隠居、文禄2年(1593年)11月27日に没している。享年65。
一方、下野国誌の系譜の勝宗に関しては資料があまりなく、どのような活躍をしたかが不明である。恐らく宇都宮錯乱時には宇都宮成綱に味方していたと思われる。

## 人物
苛烈な性格であったという。野心家で戦上手な武将だといわれており、対宇都宮氏で鬼神の如く活躍した水谷正村も勝宗に対しては一目置いていたという。